# Chiché (Deux-Sèvres)
Chiché és un municipi francès situat al departament de Deux-Sèvres i a la regió de la Nova Aquitània. L'any 2007 tenia 1.515 habitants.

## Demografia

### Població
El 2007 la població de fet de Chiché era de 1.515 persones. Hi havia 601 famílies de les quals 150 eren unipersonals (79 homes vivint sols i 71 dones vivint soles), 229 parelles sense fills, 214 parelles amb fills i 8 famílies monoparentals amb fills.
La població ha evolucionat segons el següent gràfic:
Habitants censats

### Habitatges
El 2007 hi havia 677 habitatges, 608 eren l'habitatge principal de la família, 22 eren segones residències i 48 estaven desocupats. 622 eren cases i 54 eren apartaments. Dels 608 habitatges principals, 431 estaven ocupats pels seus propietaris, 170 estaven llogats i ocupats pels llogaters i 7 estaven cedits a títol gratuït; 2 tenien una cambra, 33 en tenien dues, 87 en tenien tres, 141 en tenien quatre i 344 en tenien cinc o més. 496 habitatges disposaven pel capbaix d'una plaça de pàrquing. A 261 habitatges hi havia un automòbil i a 297 n'hi havia dos o més.

### Piràmide de població
La piràmide de població per edats i sexe el 2009 era:
| Homes | Edats   | Dones |
| ----- | ------- | ----- |
| 0     | 95 o +  | 0     |
| 0     | 90 a 94 | 12    |
| 12    | 85 a 89 | 24    |
| 16    | 80 a 84 | 12    |
| 12    | 75 a 79 | 24    |
| 12    | 70 a 74 | 20    |
| 48    | 65 a 69 | 32    |
| 56    | 60 a 64 | 60    |
| 28    | 55 a 59 | 36    |
| 52    | 50 a 54 | 44    |
| 32    | 45 a 49 | 40    |
| 56    | 40 a 44 | 48    |
| 44    | 35 a 39 | 40    |
| 52    | 30 a 34 | 44    |
| 40    | 25 a 29 | 48    |
| 64    | 20 a 24 | 16    |
| 48    | 15 a 19 | 44    |
| 56    | 10 a 14 | 44    |
| 32    | 5 a 9   | 32    |
| 36    | 0 a 4   | 28    |

## Economia
El 2007 la població en edat de treballar era de 892 persones, 700 eren actives i 192 eren inactives. De les 700 persones actives 654 estaven ocupades (362 homes i 292 dones) i 46 estaven aturades (17 homes i 29 dones). De les 192 persones inactives 87 estaven jubilades, 50 estaven estudiant i 55 estaven classificades com a «altres inactius».

### Ingressos
El 2009 a Chiché hi havia 634 unitats fiscals que integraven 1.595,5 persones, la mediana anual d'ingressos fiscals per persona era de 15.733 €.

### Activitats econòmiques
Dels 54 establiments que hi havia el 2007, 2 eren d'empreses alimentàries, 1 d'una empresa de fabricació de material elèctric, 4 d'empreses de fabricació d'altres productes industrials, 9 d'empreses de construcció, 7 d'empreses de comerç i reparació d'automòbils, 2 d'empreses de transport, 5 d'empreses d'hostatgeria i restauració, 4 d'empreses financeres, 3 d'empreses immobiliàries, 10 d'empreses de serveis, 6 d'entitats de l'administració pública i 1 d'una empresa classificada com a «altres activitats de serveis».
Dels 23 establiments de servei als particulars que hi havia el 2009, 1 era una oficina de correu, 1 una oficina bancària, 3 tallers de reparació d'automòbils i de material agrícola, 2 paletes, 1 guixaire pintor, 1 fusteria, 3 lampisteries, 1 electricista, 1 perruqueria, 3 veterinaris, 4 restaurants i 2 agències immobiliàries.
Dels 3 establiments comercials que hi havia el 2009, 1 era una botiga de més de 120 m² i 2 fleques.
L'any 2000 a Chiché hi havia 73 explotacions agrícoles que ocupaven un total de 3.283 hectàrees.

## Equipaments sanitaris i escolars
El 2009 hi havia 1 farmàcia i 2 ambulàncies.
El 2009 hi havia 2 escoles elementals.

## Poblacions més properes
El següent diagrama mostra les poblacions més properes.